# Ministère de la Défense (Syrie)
Le ministère de la Défense est un ministère syrien, responsable des affaires de défense. Murhaf Abu Qasra, ministre de la Défense depuis le 21 décembre 2024, occupe le poste de commandant en chef adjoint de l'armée et des forces armées.
Après la chute du régime de Bachar al-Assad en décembre 2024, le Premier ministre par intérim Mohammed al-Bashir déclare que le ministère de la Défense serait restructuré en utilisant d'anciennes factions rebelles et des officiers ayant fait défection des anciennes forces armées baasistes.
Le 16 juillet 2025, l'armée de l'air israélienne bombarde l'entrée du siège du ministère de la Défense à Damas en guise d'avertissement, au milieu des affrontements du sud de la Syrie de juillet 2025.

## Intégration de groupes rebelles
Lors de la Conférence pour la victoire de la révolution syrienne, qui s'est tenue fin janvier 2025, le gouvernement de transition syrien annonce la dissolution de toutes les agences de sécurité du régime baasiste et de toutes les milices qu'il avait créées. De plus, les groupes d'opposition syriens suivants doivent être dissous et fusionnés au sein d'un nouveau ministère de la Défense : Hayat Tahrir al-Cham, Ahrar al-Cham, Jaysh al-Ezzah, Jaysh al-Nasr, Ansar al-Tawhid, la Légion Sham, Al-Firqah Al-Saliheyah (faction d'Al-Salihiyya), Jaysh al-Ahrar, les Brigades Suqour al-Sham, Jama'at Ansar al-Islam, le Parti islamique du Turkestan en Syrie, Liwa al-Muhajireen wal-Ansar, le mouvement Nour al-Din al-Zenki, le Front du Levant et l'Armée nationale syrienne.
Le ministère de la Défense rapporte plus tard que plus de 70 factions armées dans six régions au total ont accepté de participer à la nouvelle administration.
Cependant, un dirigeant de l'Armée nationale syrienne indique que la dissolution des différents groupes se fera « progressivement », tandis qu'un dirigeant rebelle du gouvernorat de Deraa a confirmé que les groupes rebelles avaient reçu l'ordre de se dissoudre, mais que la « mise en œuvre » nécessite plus de temps jusqu'à ce que davantage de clarté soit apportée sur la manière dont le ministère sera finalement structuré.
En février 2025, le ministère forme un comité chargé de la restructuration et de la gestion des actifs, ainsi qu'un « sous-comité » dont le but est de déterminer une nouvelle « structure interne » pour les forces armées syriennes.

## Agences de renseignement militaire

### Syrie baasiste
- Direction du renseignement militaire (Mukhabarat)
- Direction du renseignement de l'armée de l'air
- Direction générale de la Sécurité

### Actuel
- Service de renseignement général (GIS)